# Peur bleue (film, 1999)
Pour les articles homonymes, voir Peur bleue.
« Deep Blue Sea » redirige ici.  Pour le film de 2011, voir The Deep Blue Sea.
Série
Peur bleue 2
(2018)
Pour plus de détails, voir Fiche technique et Distribution.
Peur bleue ou Terreur sous la mer au Québec (Deep Blue Sea) est un film de science-fiction américain réalisé par Renny Harlin, sorti en 1999.
Écrit par Duncan Kennedy, Le film met en scène Thomas Jane dans le rôle de Carter Blake, un chasseur de requins, Saffron Burrows qui interprète le docteur Susan McCallister, à la tête des recherches menées par l'équipe scientifique, ainsi que Samuel L. Jackson qui joue Russell Franklin. L'intrigue suit les aventures d'une équipe de biologistes marins qui cherchent à obtenir un remède contre la maladie d'Alzheimer grâce aux protéines présentes dans le cerveau de trois requins mako, génétiquement modifiés dans une ancienne base de ravitaillement de sous-marins au milieu de l'océan. Mais après un accident d'hélicoptère durant une tempête, ils se retrouvent pris au piège par ces prédateurs qui, désormais beaucoup plus intelligents, vont les traquer un à un.
Alors que le film coûte 60 000 000 $, le film est un succès commercial modéré avec plus 73 600 000 $ récoltés sur le sol nord-américain et plus de 164 600 000 $ à travers le monde. Ses recettes font du film l'un des plus grands succès dans la catégorie des films mettant en vedette des requins, malgré les critiques négatives dont il souffre à sa sortie.
De son succès naît une suite qui sort directement en DVD en 2018. Peur bleue 3 suivra en 2020.

## Synopsis
À Aquatica, un centre de recherche sous-marin, une équipe de scientifiques effectue des recherches sur trois requins mako afin de trouver un traitement contre la maladie d’Alzheimer. Quand l'un des requins fuit la base pour s'attaquer à un bateau transportant des adolescents, les investisseurs financiers envoient Russell Franklin pour mener son enquête. Dans le laboratoire, les docteurs Susan McCallister et Jim Whitlock voient leurs recherches couronnées de succès en testant une protéine extraite du tissu cérébral de leur plus grand spécimen. Mais peu après, alors que Jim s'approche du bassin, le requin se libère soudainement de ses attaches et lui arrache le bras. Brenda Kerns, l'opératrice de la tour de contrôle, appelle un hélicoptère pour évacuer le blessé, mais au moment d'être hélitreuillé, la tempête qui fait rage au dehors fait tomber Jim dans le bassin des requins. L'un d'entre eux attrape la civière entre ses mâchoires et entraîne l'hélicoptère dans la tour de contrôle, tuant Brenda et les pilotes.
Dans le laboratoire, Susan, Russell, le chasseur de requins Carter Blake, la biologiste marine Janice Higgins et l'ingénieur Tom Scoggins observent, horrifiés, le requin lancer violemment la civière de Jim contre l'épaisse vitre donnant sur le bassin. Celle-ci éclate peu après, noyant Jim et inondant le laboratoire. À court d'options, le groupe décide de se rendre vers le puits central pour fuir la base à bord d'un submersible. Confrontée par les autres sur la situation, Susan avoue aux autres qu'elle et Jim ont modifié génétiquement les requins afin d'augmenter leur masse cérébrale et récolter plus de complexes protéinés ; mais cela a eu pour effet secondaire d'augmenter sensiblement leur intelligence. En arrivant au puits central, les survivants constatent que le sous-marin est sérieusement endommagé à cause des chocs de l'explosion en surface. Russell prononce un monologue inspiré pour souder le groupe désuni par la discorde, mais un requin saute soudainement hors de la piscine pour le happer et le dévorer ensuite dans l'eau avec l'un des petits requins.
Les survivants décident de grimper par l'échelle de service dans la cage d'ascenseur, au risque de dépressuriser le puits central. Durant l'ascension, Janice lâche prise lorsqu'une partie de l'échelle se décroche du mur, puis est dévorée par un requin qui nageait dans l'eau montant dans la cage. Pendant ce temps, dans les cuisines inondées du complexe, le cuisinier Sherman "Preacher" Dudley parvient à tuer l'un des petits requins en faisant exploser ses fours. Il se fraie un chemin jusqu'à la cage d'ascenseur où il retrouve Carter, Tom et Susan. Carter et Tom se rendent dans le laboratoire inondé pour activer un panneau de commandes qui leur permettra d'assécher un escalier menant à la surface, pendant que Susan se rend dans ses quartiers pour récupérer ses disques durs et ses notes sur ses recherches. Carter et Tom atteignent le panneau de commandes, mais le plus grand des requins tue Tom et détruit le panneau, Carter parvenant à fuir in extremis. Pendant ce temps, Susan est prise au piège dans sa chambre inondée par l'autre requin, mais parvient à le tuer avec un câble électrique, détruisant du même coup ses notes de recherche.
Carter, Susan et Sherman finissent par se retrouver et se rendent dans une chambre de décompression à 18 mètres sous la surface. Ils préparent des leurres avec des bouées et des extincteurs puis inondent le sas pour finalement rejoindre la surface. Pendant la remontée, les leurres n'occupent pas suffisamment le dernier requin, qui attrape Sherman par la jambe, mais lâche prise quand le cuisinier le frappe dans l’œil avec son pendentif. Une fois tout le monde hors de l'eau et Sherman stabilisé, Carter se rend compte que les requins les ont amenés à inonder le complexe afin qu'ils puissent s'enfuir en forçant les grilles du bassin, moins résistantes en surface. Il prépare donc un harpon bourré d'explosifs qu'un câble électrique relié à une batterie fera exploser. Malheureusement, la longueur de câble est insuffisante pour harponner le dernier requin, occupé à forcer la grille vers le large.
Dans un effort désespéré pour attirer son attention, Susan s'entaille la main et saute dans l'eau. Bien que sa manœuvre de diversion ait réussi, elle ne parvient pas à sortir de l'eau. Carter plonge pour la sauver, mais trop tard pour empêcher le requin de la dévorer. Carter parvient à esquiver le requin sous l'eau et s'accroche à son aileron. Entre-temps, Sherman s'est réveillé et, armé du lance-harpon, tire sur l'aileron du requin mais harponne également la cuisse de Carter. Alors que le requin passe à travers la grille, Sherman connecte le câble à la batterie et fait exploser le requin à l'extérieur du complexe. Carter, qui a pu se libérer du harpon à temps, rejoint le cuisinier sur la terre ferme, alors qu'un bateau de transport arrive non loin.

## Fiche technique
- Titre français : Peur bleue
- Titre québécois : Terreur sous la mer
- Titre original : Deep Blue Sea
- Réalisation : Renny Harlin
- Scénario : Duncan Kennedy, Donna Powers et Wayne Powers (it)
- Musique : Trevor Rabin
- Photographie : Stephen F. Windon (en)
- Montage : Derek Brechin, Dallas Puett (de) et Frank J. Urioste
- Décors : Joseph Bennett et William Sandell (en)
- Costumes : Mark Bridges
- Production : Akiva Goldsman, Robert Kosberg, Tony Ludwig, Don MacBain, Alan Riche, Bruce Berman (en), Duncan Henderson et Jonathan B. Schwartz
- Société de production : Warner Bros et Village Roadshow Pictures
- Budget : 60 000 000 $[2]
- Pays de production :  États-Unis
- Format : couuleurs - 2,35:1 - DTS / Dolby Digital / SDDS - 35 mm
- Genres : science-fiction, horreur, catastrophe, action
- Durée : 105 minutes
- Dates de sortie[3] :
  - États-Unis : 28 juillet 1999
  - Belgique : 22 septembre 1999
  - Suisse : 13 octobre 1999
  - France : 19 janvier 2000
- Film interdit aux moins de 12 ans lors de sa sortie en France

## Distribution
- Thomas Jane (VF : Patrice Baudrier - VQ : Daniel Picard) : Carter Blake
- Saffron Burrows (VF : Ivana Coppola - VQ : Nathalie Coupal) : Dr Susan McCallister
- LL Cool J (VF : Jean-Paul Pitolin - VQ : Daniel Lesourd) : Sherman Dudley, « le Prêcheur »
- Jacqueline McKenzie (VF : Sophie Rynkowski - VQ : Christine Bellier) : Janice Higgins
- Michael Rapaport (VF : Jean-François Vlérick - VQ : François Godin) : Tom « Scoggs » Scoggins
- Stellan Skarsgård (VF : Bruno Carna - VQ : Yvon Thiboutot) : Jim Whitlock
- Samuel L. Jackson (VF : Thierry Desroses - VQ : Hubert Gagnon) : Russell Franklin
- Aida Turturro (VF : Odile Schmitt) : Brenda Kerns
- Cristos : le capitaine du bateau
- Daniel Rey : le pilote d'hélicoptère
- Valente Rodriguez (en) : le copilote de l'hélicoptère
- Brent Roam : l'opérateur du treuil de l'hélicoptère
- Dan Thiel : Kevin Crawford
- Mary Kay Bergman : voix du perroquet
- Ronny Cox : le patron de Franklin (non crédité)
- Renny Harlin : un employé sur la plateforme (caméo)

## Production

### Tournage
Le tournage a lieu à San Diego en Californie, ainsi qu'au Mexique à Rosarito (notamment aux studios Fox Baja). Les bassins utilisés avaient été construits pour le tournage du film Titanic. Toutes les salles de la stations ont été construites et elles ont été conçues pour être inondables. La tour radio et le plan sont également des décors construits pour le film.
Pour l'une des scènes se déroulant dans une cage d'ascenseur dans laquelle les personnages tentent d'échapper à une inondation, une cage de 12 mètres de haut est créée pour des raisons de tournages à l'intérieur des décors et pour des raisons de sécurité vis à vis des acteurs. Grâce aux techniques de production, la cage semble faire une cinquantaine de mètres dans le montage final du film. Dans cette même scène, l'échelle de secours se brise et s'écroule dans la cage puis les personnages sont suspendus au milieu de celle-ci via l'échelle et l'un d'entre eux lâche prise.

### Post-production

#### Effets spéciaux ou véritables requins?
« Le réel défi était que ce film n'est pas un film dans l'espace ou de science-fiction avec des créatures fantastiques. Ça parle de requin, on en a tous vu sur Discovery Channel. On sait à quoi ils ressemblent et ils doivent être complètement convaincants ».
- Harlin à propos de la création des requins pour Peur bleue.
Dans la tête de Renny Harlin, les images du film doivent mettre le doute dans la tête des spectateurs : à quel moment s'agit-il d'images de synthèses, d'animatroniques ou de véritables images de requins ? Pour ce faire, l'équipe de production se rend à Stuart's Cove, aux Bahamas, pour filmer des requins dans leur habitat naturel en compagnie de l'acteur du film Thomas Jane, images qui seront ensuite incluses dans le montage final du long-métrage. Harlin et Jane se retrouvent d'ailleurs eux-mêmes au contact des prédateurs et ce, malgré la peur des requins de Thomas Jane depuis son visionnage du film Les Dents de la mer.
Des animatroniques représentant les requins sont donc créés et pèsent plus de 3 600 kilos. À la différence du film de Steven Spielberg où le requin a été réalisé par morceaux, les requins de Peur bleue sont créés dans leur intégralité grâce à une technologie beaucoup plus avancée que vingt ans plus tôt. Grâce à la technologie aérospatiale, les requins nagent par eux-mêmes, étant télécommandés : les requins peuvent bouger leurs ouïes, leurs yeux et leurs mâchoires, rendant le résultat plus convaincant. Leur création s'étale sur une période d'environ huit mois,.
Walt Conti est le superviseur des effets visuels sur Peur bleue. Avant ce projet, le technicien avait déjà travaillé pour des projets connus tels que Abyss, Anaconda, le prédateur et En pleine tempête pour lequel il est nommé aux Oscars dans la catégorie « Meilleurs effets visuels » en 2001. Au début du tournage, la production engage Conti qui commence par dessiner des modèles, comme celui de la station Aquatica, et faire des essais sur les requins télécommandés. Pour la conception des squales, Conti et l'équipe technique prennent leurs idées dans des reportages sur les requins, décortiquant jusqu'aux moindres détails des animaux pour analyser au mieux leurs mouvements. L'équipe de Conti se consacre plus particulièrement aux dents et aux mâchoires des animatroniques. Celles-ci sont d'ailleurs créées et bougent d'un seul bloc, alors que les réelles mâchoires d'un requin flottent et sont fixées au crâne cartilagineux par un ensemble de ligaments,,,.

## Bande originale
La bande originale du film sort le 27 juin 1999 chez Warner Bros. Records. Les musiques du film varient principalement entre le style rap et R'n'B. La bande originale se classe à la 55e position du Top R&B/Hip-Hop Albums.
- Good and Plenty, interprété par Divine
- El Paradiso Rico, interprété par Deetah
- Deepest Bluest (Shark's Fin), interprété par LL Cool J
- Say What, interprété par LL Cool J
- I Can See Clearly Now, interprété par Johnny Nash
- Get Tha Money (Dollar Bill), interprété par Hi-C et DJ Quik
- Just Because, interprété par F.A.T.E.
- Remote Control Soul, interprété par Bass Odyssey

## Accueil

### Critiques
Le film reçoit des critiques partagées. Sur l'agrégateur américain Rotten Tomatoes, il récolte 60% d'opinions favorables pour 112 critiques et une note moyenne de 5,7⁄10. Sur Metacritic, il obtient une note moyenne de XX⁄100 pour XX critiques.
En France, le film obtient une note moyenne de 3,1⁄5 sur le site Allociné, qui recense 14 titres de presse.

### Box-office
| Pays ou région    | Box-office      | Date d'arrêt du box-office | Nombre de semaines |
| ----------------- | --------------- | -------------------------- | ------------------ |
| États-Unis Canada | 73 648 142 $    | 25 novembre 1998           | 17                 |
| France            | 947 505 entrées |                            |                    |
| Total mondial     | 164 648 142 $   | -                          | -                  |

## Distinctions
- Prix de la meilleure musique de film lors des BMI Film & TV Awards en 2000.
- Prix du meilleur second rôle masculin pour LL Cool J lors des Blockbuster Entertainment Awards en 2000.

## Clins d’œil
Le film contient plusieurs références au film Les Dents de la mer (1976) de Steven Spielberg.
- Les trois requins meurent de la même manière que ceux des Dents de la mer et de ses deux premières suites : une bonbonne de gaz pour le premier, une électrocution pour le second et un explosif pour le dernier[16].
- Le requin du début a une plaque d'immatriculation de voiture venant de Louisiane coincée dans la bouche, référence évidente au premier volet des Dents de la mer dans lequel une plaque du même état se trouve dans un requin tigre à qui on ouvre le ventre[16].

## Suites
Peur bleue 2, réalisé par Darin Scott, sort directement en vidéo en 2018. L'intrigue n'a aucun lien avec le premier film. En août 2019, il est révélé qu'un troisième film est en développement, pour une diffusion sur Netflixen 2020.